# Puigcabrer
El Puigcabrer és una muntanya de 524 metres que es troba entre els municipis de la Riba, Valls i Montblanc, a la comarca de l'Alt Camp. Al mateix cim està situada la Torre del Petrol.
Aquest cim està inclòs al llistat dels 100 cims de la FEEC.

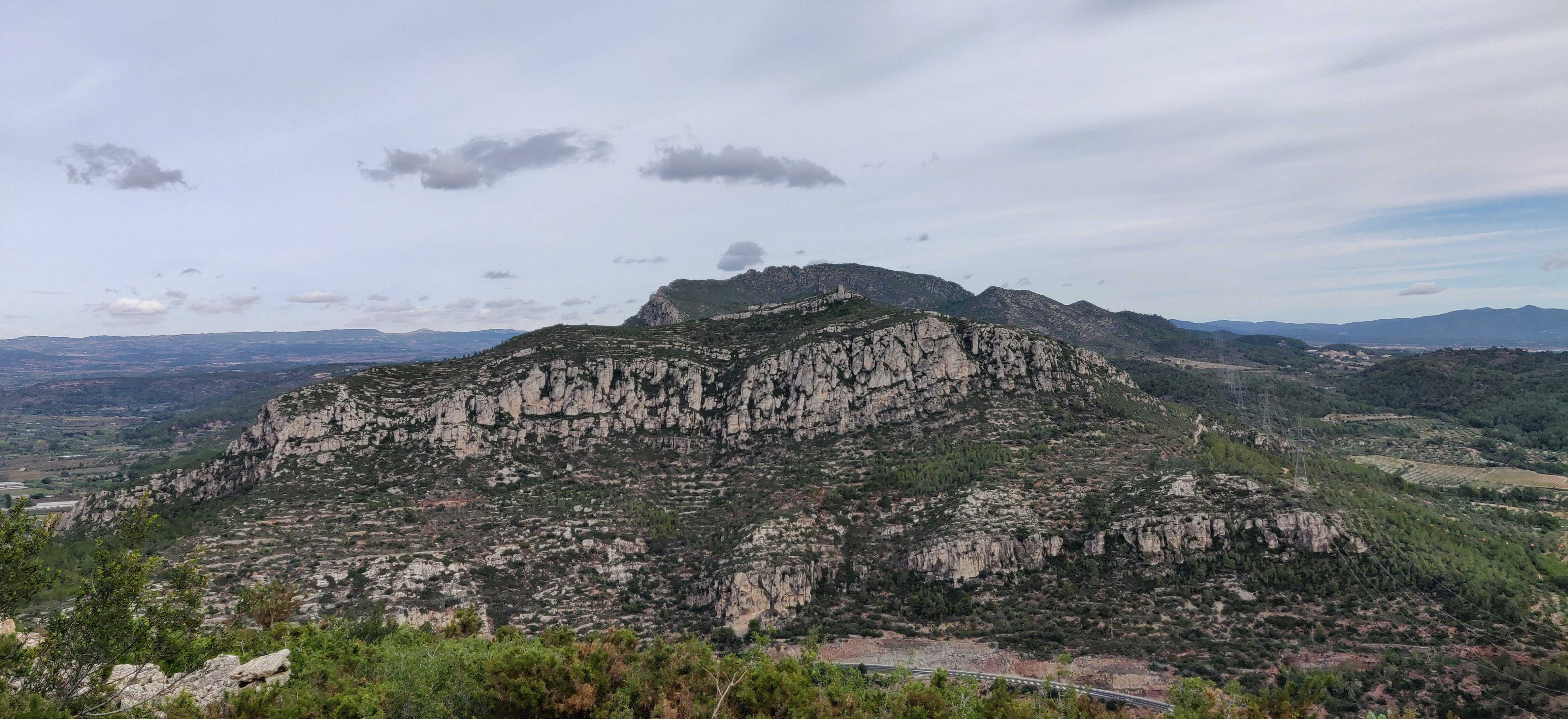
Vist des del Puig d'en Marc